# Brezzo di Bedero
Brezzo di Bedero es una localidad y comune italiana de la provincia de Varese, región de Lombardía, con 1.120 habitantes.

## Evolución demográfica
| Gráfica de evolución demográfica de Brezzo di Bedero entre 1861 y 2001 |
|                                                                        |
| Fuente ISTAT - elaboración gráfica de Wikipedia                        |